# Tratado internacional no direito português
A Constituição portuguesa, promulgada em 1976, dispõe em seu artigo que trata sobre direito internacional:
1. "As normas e os princípios de direito internacional geral ou comum fazem parte integrante do direito português."
Isso quer dizer que as normas de direito internacional público, incluindo-se aí os tratados, têm a mesma relevância jurídica das normas internas à Constituição, sujeitando-se a esta — e declaradas inconstitucionais em caso de infração às normas ou princípios constitucionais.